# Carrer dels Canonges
El carrer dels Canonges és un carrer de notable valor situat al nucli antic, paral·lel al Carrer Major, de la ciutat pirinenca de la Seu d'Urgell (Alt Urgell). És el carrer més antic de la ciutat i el seu valor és donat per formar un conjunt que forma una obra compacta i harmònica. Per la proximitat de la Catedral abans s'anomenava carrer de Santa Maria i tenia forma de L. Tot i que el carrer no ha sofert canvis estructurals, el segment més petit de la L ha mantingut el nom de Santa Maria mentre que el segment més llarg fou anomenat carrer dels Canonges.
Un dels mercats de la ciutat duu el seu nom, el Mercat Medieval dels Canonges.

## Descripció

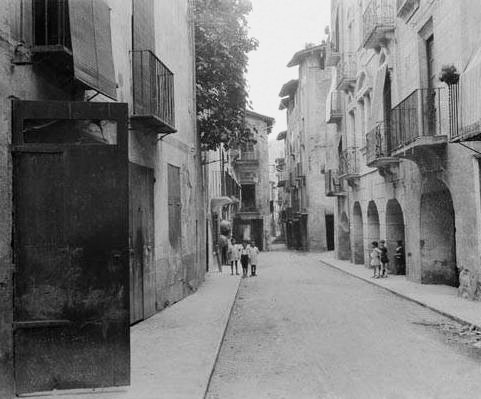
El carrer dels Canonges en una imatge d'entre 1912 i 1924

Gairebé tot és porticat a dues bandes, format per arcs de mig punt i apuntats. Hi ha quatre edificis força característics: Cal Botxí, on hi havia unes plaques de fusta amb una destral i un piló; Ca l'Armenter, de pedra amb finestrals gòtics geminats i un portal apuntat amb escuts de mitja lluna invertits; Cal Roger, hi havia les antigues cases dels canonges, amb portal gòtic i ornamentada amb les petxines dels pelegrins del camí de Sant Jaume; i Cal Silvestre, d'estil noucentista amb balcons de forja.

### Ca l'Armenter
Edifici de pedra, amb finestrals gòtics geminats i portal apuntat amb escuts de mitja lluna invertits, el ràfec del teulat és sostingut per bigues treballades i acabades amb figures.

### Cal Botxí
Actualment és un edifici molt reformat, però els seus orígens els hem de cercar en l'època medieval. Té quatre plantes, la inferior porticada, està inclosa dins del conjunt del carrer, que té les dues borreres gairebé totalment porticades. Aquesta casa, com el seu nom indica, era la residència del botxí, fins no fa gaire anys hi havia unes plaques de fusta amb una destral i un piló.

### Cal Rogé
Actualment és un edifici d'habitatges particulars, però antigament hi havia les antigues cases canonicals. Té un portal gòtic, ornamentat amb petxines dels pelegrins de Sant Jaume.

### Cal Silvestre
Edifici d'origen medieval actualment molt modificat. Consta de quatre plantes, l'última totalment refeta. Està construïda amb carreuons, encara que els angles són reforçats amb carreus grossos i relativament tallats. El primer pis té un porxo seguint el caràcter porticat del carrer.